# Kosteletzkya
Genre
Kosteletzkya est un genre de plantes de la famille des Malvaceae.

## Liste d'espèces
Selon BioLib (1 août 2017) :
- Kosteletzkya depressa (L.) O.J. Blanchard, Fryxell & Bates
- Kosteletzkya virginica (L.) K. Presl ex Gray

Selon Catalogue of Life (1 août 2017) :
- Kosteletzkya adoensis (Hochst. ex A. Rich.) Mast.
- Kosteletzkya batacensis (Blanco) F. Villar
- Kosteletzkya begoniifolia (Ulbr.) Ulbr.
- Kosteletzkya blanchardii P.A. Fryxell
- Kosteletzkya borkouana Quézel
- Kosteletzkya buettneri Gürke ex Buettn.
- Kosteletzkya depressa (L.) O.J. Blanchard, P.A. Fryxell & D.M. Bates
- Kosteletzkya diplocrater (Hochr.) Hochr.
- Kosteletzkya flavicentrum P.A. Fryxell & S.D. Koch
- Kosteletzkya grantii (Mast.) Garcke
- Kosteletzkya hispidula (Spreng.) Garcke
- Kosteletzkya macrantha Hochr.
- Kosteletzkya madagascariensis Baker
- Kosteletzkya malvocoerulea Hochr.
- Kosteletzkya pentacarpos (L.) Ledeb.
- Kosteletzkya racemosa Hauman
- Kosteletzkya ramosa P.A. Fryxell
- Kosteletzkya reclinata P.A. Fryxell
- Kosteletzkya reflexiflora Hochr.
- Kosteletzkya retrobracteata Hochr.
- Kosteletzkya rotundalata O.J.Blanch.
- Kosteletzkya semota O.J.Blanch.
- Kosteletzkya thouarsiana Baill.
- Kosteletzkya thurberi A. Gray
- Kosteletzkya tubiflora (DC.) O.J. Blanchard & R. McVaugh
- Kosteletzkya velutina Garcke
- Kosteletzkya wetarensis van Borss. Waalk.

Selon GRIN (1 août 2017) :
- Kosteletzkya adoensis (Hochst. ex A. Rich.) Mast.
- Kosteletzkya pentacarpos (L.) Ledeb.
- Kosteletzkya tubiflora (DC.) Blanch. & McVaugh

Selon ITIS (1 août 2017) :
- Kosteletzkya depressa (L.) O.J. Blanch., Fryxell & D.M. Bates
- Kosteletzkya pentacarpos (L.) Ledeb.

Selon NCBI (1 août 2017) :
- Kosteletzkya adoensis
- Kosteletzkya begoniifolia
- Kosteletzkya blanchardii
- Kosteletzkya borkouana
- Kosteletzkya buettneri
- Kosteletzkya depressa
- Kosteletzkya diplocrater
- Kosteletzkya grantii
- Kosteletzkya grantii × Kosteletzkya adoensis
- Kosteletzkya hispidula
- Kosteletzkya pentacarpos
- Kosteletzkya racemosa
- Kosteletzkya ramosa
- Kosteletzkya reclinata
- Kosteletzkya reflexiflora
- Kosteletzkya rotundalata
- Kosteletzkya semota
- Kosteletzkya tubiflora
- Kosteletzkya velutina
- Kosteletzkya virginica

Selon The Plant List (1 août 2017) :
- Kosteletzkya adoensis (Hochst. ex A.Rich.) Mast.
- Kosteletzkya althaeifolia (Chapm.) A. Gray ex S. Watson
- Kosteletzkya batacensis (Blanco) Fern.-Vill.
- Kosteletzkya begoniifolia Ulbr.
- Kosteletzkya blanchardii Fryxell
- Kosteletzkya buettneri Gürke
- Kosteletzkya depressa (L.) O.J.Blanch., Fryxell & D.M.Bates
- Kosteletzkya diplocrater (Hochr.) Hochr.
- Kosteletzkya flavicentrum Fryxell & S.D. Koch
- Kosteletzkya grantii (Mast.) Garcke
- Kosteletzkya hispidula (Spreng.) Garcke
- Kosteletzkya madagascarensis Baker
- Kosteletzkya pentacarpos (L.) Ledeb.
- Kosteletzkya ramosa Fryxell
- Kosteletzkya reclinata Fryxell
- Kosteletzkya semota O.J.Blanch.
- Kosteletzkya smilacifolia (Chapm.) Chapm.
- Kosteletzkya thouarsiana Baill.
- Kosteletzkya thurberi A. Gray
- Kosteletzkya tubiflora (Moc. & Sessé ex DC.) O.J.Blanch. & McVaugh
- Kosteletzkya velutina Garcke
- Kosteletzkya virginica (L.) C. Presl ex A. Gray

Selon Tropicos (1 août 2017) (Attention liste brute contenant possiblement des synonymes) :
- Kosteletzkya adoensis (Hochst. ex A. Rich.) Mast.
- Kosteletzkya althaeifolia (Chapm.) A. Gray ex S. Watson
- Kosteletzkya asterocarpa Turcz.
- Kosteletzkya augusti Hochr.
- Kosteletzkya batacensis (Blanco) Fern.-Vill.
- Kosteletzkya begoniifolia Ulbr.
- Kosteletzkya blanchardii Fryxell
- Kosteletzkya borkouana Quézel
- Kosteletzkya bracteosa M.E. Jones
- Kosteletzkya buettneri Gürke
- Kosteletzkya cordata C. Presl
- Kosteletzkya coulteri A. Gray
- Kosteletzkya depressa (L.) O.J. Blanch., Fryxell & D.M. Bates
- Kosteletzkya digitata A. Gray
- Kosteletzkya diplocrater (Hochr.) Hochr.
- Kosteletzkya flava Baker f. ex Elliott
- Kosteletzkya flavicentrum Fryxell & S.D. Koch
- Kosteletzkya grantii (Mast.) Garcke
- Kosteletzkya hastata C. Presl
- Kosteletzkya hibiscifolia Standl.
- Kosteletzkya hispida C. Presl
- Kosteletzkya hispidula (Spreng.) Garcke
- Kosteletzkya humbertiana Hochr.
- Kosteletzkya macrantha Hochr.
- Kosteletzkya madagascariensis Baker
- Kosteletzkya madrensis M.E. Jones
- Kosteletzkya malacosperma Turcz.
- Kosteletzkya malvaviscana Rose
- Kosteletzkya malvocoerulea Hochr.
- Kosteletzkya mexicana (Kunth) Garcke
- Kosteletzkya paniculata Benth.
- Kosteletzkya pentacarpos (L.) Ledeb.
- Kosteletzkya ramosa Fryxell
- Kosteletzkya reclinata Fryxell
- Kosteletzkya reflexiflora Hochr.
- Kosteletzkya retrobracteata Hochr.
- Kosteletzkya rotundalata O.J. Blanch.
- Kosteletzkya sagittata C. Presl
- Kosteletzkya semota O.J. Blanch.
- Kosteletzkya smilacifolia (Chapm.) Chapm.
- Kosteletzkya stellata Fernald
- Kosteletzkya tampicensis (Moric. ex Ser.) Rose
- Kosteletzkya thouarsiana Baill.
- Kosteletzkya thurberi A. Gray
- Kosteletzkya tubiflora (DC.) O. Blanchard & McVaugh
- Kosteletzkya velutina Garcke
- Kosteletzkya violacea Rose
- Kosteletzkya virginica (L.) C. Presl ex A. Gray
- Kosteletzkya wetarensis Borss. Waalk.

Selon World Register of Marine Species (1 août 2017) :
- Kosteletzkya depressa (Linnaeus) O. J. Blanchard, Fryxell & D. M. Bates, 1978
- Kosteletzkya virginica (Linnaeus) C. Presl ex A. Gray, 1848